# Reakcja Demianova
Reakcja Demianova – proces addycji tetratlenku diazotu do alkenów. Jej odkrywcy nie udało się wszakże wyizolować w czystej postaci i poprawnie zidentyfikować powstających produktów. Uczynili to amerykańscy naukowcy w 1946 r. Ustalili oni, że w reakcji N2O4 z etenem w temperaturze 0 °C i niepolarnym medium reakcyjnym tworzy się prawie równomolowa mieszanina 1,2-dinitroetanu oraz azotynu 2-nitroetylu z ogólną wydajnością rzędu 70%.